# Бернат, Виктор
Виктор Бернат Куадрос (исп. Victor Bernat Cuadros; 17 мая 1987, Барселона, Испания) — испанский и андоррский футболист, нападающий клуба «Энгордань» и сборной Андорры. Трижды лучший бомбардир чемпионата Андорры.

## Биография
До 17 лет играл за команду «Андорра» из низших испанских дивизионов. Затем играл за «Энгордань».
В 2007 году стал игроком клуба «Унио Эспортива Санта-Колома». В своём первом сезоне в команде Виктор стал победителем второго дивизиона Андорры и помог команде выйти в Примера Дивизио.
В сезоне 2009/10 Виктор стал серебряным призёром Примера Дивизио и финалистом Кубка Андорры. В июле 2010 года дебютировал в еврокубках, сыграв в двух играх первого квалификационного раунда Лиги Европы против черногорского «Могрена». По сумме двух матчей андоррцы уступили со счётом (0:5). В сезоне 2010/11 Бернат стал лучшим бомбардиром чемпионата Андорры забив 16 голов. В этом же сезоне вместе с командой во второй раз стал финалистом Кубка Андорры. Летом 2011 года провёл две игры в квалификации Лиги Европы против венгерского «Пакша» (0:5 по сумме двух матчей). В следующем сезоне 2011/12 испанец вновь возглавил список голеодоров Примера Дивизио с 14 мячами, а его команда завоевала бронзовые медали первенства. Бернат принял участие в двухматчевом противостоянии против нидерландского «Твенте» в рамках квалификации Лиги Европы, в котором «Унио Эспортива Санта-Колома» уступила со счётом (0:9). В 2013 году «белки» впервые стали обладателем Кубка Андорры, в финале обыграв «Сан-Жулию» (3:2).
В первом матче первого квалификационного раунда Лиги Европы против боснийского «Зриньски», Бернат отличился забитым голом. Несмотря на это, «УЭ Санта-Колома» уступила со счётом (1:3). Ответный матч также завершился поражением с минимальным счётом (0:1). Сезон 2013/14 завершился для его команды серебряными медалями чемпионата. В июле 2014 года сыграл в двух матчах в квалификации Лиги Европы против македонского «Металлурга» из Скопье. По сумме двух встреч андоррцы уступили со счётом (0:5). В сезоне 2014/15 его команда стала бронзовым призёром Примера Дивизио. В следующем сезоне 2015/16 Бернат в третий раз стал лучшим бомбардиром чемпионата Андорры, на этот раз забив 12 голов. Разделив этот титул в том сезоне вместе с Жозе Агильяром из «Лузитанса».
В мае 2016 года стал обладателем Кубка Андорры, в финале турнира его клуб обыграл «Энгордань» (3:0), а сам Виктор отметился дублем. Летом 2016 года сыграл в двух играх квалификации Лиги Европы против хорватской «Локомотивы». В обеих играх андоррский клуб уступил с общим счётом (2:7). В сентябре 2016 года в матче за Суперкубок Андорры «Унио Эспортива Санта-Колома» обыграла «Санта-Колому» с минимальным счётом (1:0).

## Достижения
- Серебряный призёр чемпионата Андорры (2): 2009/10, 2013/14
- Бронзовый призёр чемпионата Андорры (3): 2011/12, 2012/13, 2014/15
- Победитель второго дивизиона Андорры (1): 2007/08
- Обладатель Кубка Андорры (2): 2013, 2016
- Обладатель Суперкубка Андорры (1): 2016
- Финалист Кубка Андорры (2): 2010, 2011
- Лучший бомбардир чемпионата Андорры (3): 2010/11, 2011/12, 2015/16